# Мірабілітська сільська рада
Мірабілі́тська сільська рада (рос. Мирабилитский сельский совет) — сільське поселення у складі Кулундинського району Алтайського краю Росії.
Адміністративний центр — селище Мірабіліт.

## Населення
Населення — 706 осіб (2019; 689 в 2010, 830 у 2002).

## Склад
До складу сільської ради входять:
| Населений пункт   | Населення, осіб (2002) | Населення, осіб (2010) |
| ----------------- | ---------------------- | ---------------------- |
| Кірей, село       | 367                    | 269                    |
| Мірабіліт, селище | 463                    | 420                    |